# Léo Morais
Leonardo Moreira Morais, meglio conosciuto come Léo Morais (Salvador, 3 ottobre 1991), è un calciatore brasiliano, difensore del Monte Roraima.

## Palmarès

### Club

#### Competizioni statali
- Campionato Carioca: 1

Flamengo: 2014
- Campionato Gaúcho: 1

Internacional: 2015